# Targa Florio

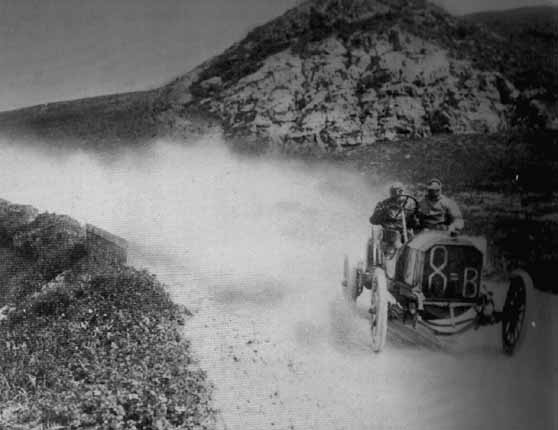
Targa Florio, 1907

Targa Florio – najstarszy długodystansowy wyścig samochodowy, który odbywał się na publicznych drogach na Sycylii w okolicach Palermo. Po raz pierwszy odbył się w roku 1906 z inicjatywy Vincenzo Florio. Wyścig odbywał się do roku 1977. Później przestał być organizowany ze względów bezpieczeństwa.

## Historia
Nazwa wyścigu pochodzi od pierwszej nagrody " La targa Vincenzo Florio" czyli złotej plakietki przygotowanej przez René Lalique.
Pierwszy wyścig odbył się w 1906 roku. Wystartowało tylko 10 samochodów ponieważ z powodu strajku we Francji i opóźnienia w dokach Genui pozostałe samochody nie dotarły na Sycylię. Trasa miała wtedy 446 km i prowadziła przez niebezpieczne zakręty i serpentyny w sycylijskich górach. Oprócz tego szybkie i częste zmiany pogody w regionie sprawiały, że wyścig był trudny. Wyścig inauguracyjny w 1906 roku wygrał Alessandro Cagno pokonując trasę w 9 godzin (średnia prędkość 50 km/h). Kolejny wyścig odbył się 22 kwietnia 1907 roku. Udział zgłosiło 50 samochodów. Wystartowało 45, a zwyciężył Felice Nazzaro. W kolejnym trzecim wyścigu 18 maja 1908 roku wzięło udział tylko 13 samochodów. Wygrał Vinzenzo Trucco. Kolejny zaplanowany na 2 maja 1909 roku został prawie odwołany po trzęsieniu ziemi o sile 7,2, które nawiedziło miasto Messina w grudniu 1908 roku. W Sycylię po trzęsieniu uderzyły falę tsunami. Florio podjął decyzję o skróceniu wyścigu do jednego okrążenia na długości 92 mil (148 km). Z jedenastu startujących wygrał samochód barona Francesco Ciuppa, pierwszego sycylijczyka, który został zwycięzcą Targa Florio.
W czasie pierwszej wojny wyścig nie odbywał się, wznowiono go w 1919 roku.
W czasie drugiej wojny światowej Vincenzo Florio wyjechał z żoną do Rzymu gdzie został aresztowany przez Niemców i przebywał w więzieniu jako zakładnik. Podczas działań wojennych zostały zniszczone budynki w Palermo, trybunę w Cerda wysadzono w powietrze, a wieża kontrolna wyścigu została rozebrana. Dlatego kolejny 32 wyścig odbył się dopiero w 1948 roku.
Targa Florio stał się w latach 20. XX wieku jednym z najważniejszych wyścigów Europy, ponieważ zarówno 24-godzinny wyścig Le Mans jak i Mille Miglia jeszcze się nie odbywały, zaś wyścigi Grand Prix były zamkniętymi imprezami, a nie serią mistrzostw.

## Zwycięzcy
| Rok  | Zwycięzca                  | Samochód                 | Rok  | Zwycięzca                                          | Samochód                |
| ---- | -------------------------- | ------------------------ | ---- | -------------------------------------------------- | ----------------------- |
| 1906 | Alessandro Cagno           | Itala                    | 1948 | Clemente Biondetti Igor Troubetzkoy                | Ferrari 166             |
| 1907 | Felice Nazzaro             | Fiat                     | 1949 | Clemente Biondetti Aldo Benedetti                  | Ferrari                 |
| 1908 | Vincenzo Trucco            | Isotta-Fraschini         | 1950 | Mario Bornigia Giancarlo Bornigia                  | Alfa Romeo              |
| 1909 | Francesco Ciuppa           | SPA                      | 1951 | Franco Cortese                                     | Frazer Nash             |
| 1910 | Tullio Cariolato           | Automobili Franco        | 1952 | Felice Bonetto                                     | Lancia                  |
| 1911 | Ernesto Ceirano            | SCAT                     | 1953 | Umberto Maglioli                                   | Lancia                  |
| 1912 | Cyril Snipe                | SCAT                     | 1954 | Piero Taruffi                                      | Lancia                  |
| 1913 | Felice Nazzaro             | Nazzaro                  | 1955 | Stirling Moss Peter Collins                        | Mercedes-Benz 300SLR    |
| 1914 | Giovanni "Ernesto" Ceirano | SCAT                     | 1956 | Umberto Maglioli Huschke von Hanstein              | Porsche 550             |
| 1919 | André Boillot              | Peugeot                  | 1957 | Fabio Colona                                       | Fiat 600                |
| 1920 | Guido Meregalli            | Nazzaro GP               | 1958 | Luigi Musso Olivier Gendebien                      | Ferrari 250TR           |
| 1921 | Giulio Masetti             | Fiat 451                 | 1959 | Edgar Barth Wolfgang Seidel                        | Porsche 718 RSK         |
| 1922 | Giulio Masetti             | Mercedes GP / 14         | 1960 | Jo Bonnier Hans Herrmann                           | Porsche 718             |
| 1923 | Ugo Sivocci                | Alfa Romeo RLTF          | 1961 | Wolfgang von Trips Olivier Gendebien               | Ferrari Dino 246SP      |
| 1924 | Christian Werner           | Mercedes PP              | 1962 | Willy Mairesse Ricardo Rodríguez Olivier Gendebien | Ferrari Dino 246SP      |
| 1925 | Bartolomeo Constantini     | Bugatti T35              | 1963 | Jo Bonnier Carlo Maria Abate                       | Porsche 718 RS64        |
| 1926 | Bartolomeo Constantini     | Bugatti T35T             | 1964 | Colin Davis Antonio Pucci                          | Porsche 904 GTS         |
| 1927 | Emilio Materassi           | Bugatti T35C             | 1965 | Nino Vaccarella Lorenzo Bandini                    | Ferrari 275P2           |
| 1928 | Albert Divo                | Bugatti T35B             | 1966 | Willy Mairesse Herbert Müller                      | Porsche 906 Carrera 6   |
| 1929 | Albert Divo                | Bugatti T35C             | 1967 | Paul Hawkins Rolf Stommelen                        | Porsche 910             |
| 1930 | Achille Varzi              | Alfa Romeo P2            | 1968 | Vic Elford Umberto Maglioli                        | Porsche 907             |
| 1931 | Tazio Nuvolari             | Alfa Romeo 8C-2300 Monza | 1969 | Gerhard Mitter Udo Schütz                          | Porsche 908/2           |
| 1932 | Tazio Nuvolari             | Alfa Romeo 8C Monza      | 1970 | Jo Siffert Brian Redman                            | Porsche 908/3           |
| 1933 | Antonio Brivio             | Alfa Romeo 8C Monza      | 1971 | Nino Vaccarella Toine Hezemans                     | Alfa Romeo T33/3        |
| 1934 | Achille Varzi              | Alfa Romeo Type-B P3     | 1972 | Arturo Merzario Sandro Munari                      | Ferrari 312P            |
| 1935 | Antonio Brivio             | Alfa Romeo Type-B P3     | 1973 | Herbert Müller Gijs van Lennep                     | Porsche 911 Carrera RSR |
| 1936 | Constantino Magistri       | Lancia Augusta           | 1974 | Gérard Larrousse Amilcare Ballestrieri             | Lancia Stratos          |
| 1937 | Giulio Severi              | Maserati 6 CM            | 1975 | Nino Vaccarella Arturo Merzario                    | Alfa Romeo T33 TT       |
| 1938 | Giovanni Rocco             | Maserati 6 CM            | 1976 | Armando Floridia                                   | Osella                  |
| 1939 | Luigi Villoresi            | Maserati 6 CM            | 1977 | Raffaele Restivo                                   | Chevron                 |
| 1940 | Luigi Villoresi            | Maserati 4 CL            |      |                                                    |                         |

## Muzeum
W marcu 1998 roku zostało ponownie otwarte w Termini Imerese Museo del motorismo Siciliano e della Targa Florio. Początek Muzeum dała wystawa fotograficzna przygotowana przez Stowarzyszenie Kulturalno-Sportowe "Pro Targa Florio" przy okazji zjazdu starych samochodów 29 lipca 1999 roku.